# Meineckia bartlettii
Meineckia bartlettii là một loài thực vật có hoa trong họ Diệp hạ châu. Loài này được (Standl.) G.L.Webster mô tả khoa học đầu tiên năm 1965.